# Heinkel He 59
«Гейнкель» He 59 (нім. Heinkel He 59) — німецький чотиримісний поплавковий гідролітак, береговий розвідник і бомбардувальник-торпедоносець із допоміжними завданнями навчання штурманів, повітряного пошуку, медичної евакуації та порятунку на морі, що перебував на озброєнні Люфтваффе за часи Другої світової війни.

## Історія
У 1930 році командування військово-морським флотом Німеччини і штаб авіації сформулювали технічні вимоги до літака, здатного виконувати завдання патрулювання і розвідки великих акваторій морського простору. Завдання на його проєктування видали фірмі Ernst Heinkel Flugzeugwerke GmbH.
З огляду на подвійне призначення Не 59 (його створювали як для патрулювання, так і для нанесення бомбово-торпедних ударів по морських і наземних цілях), фірма припускала випускати цей літак у колісному і поплавковому варіантах.
Будували одразу два дослідні неозброєні зразки: Не 59А (D-2215) з колісним шасі і двопоплавковий Не 59В (D-2214). Першим у вересні 1931 року злетів Не 59А зі звичайним шасі. А в січні 1932 року піднявся у повітря і поплавковий Не 59В. Крім відмінностей у посадкових пристроях, ці машини мали свої конструктивні особливості: якщо на Не 59А все паливо розміщувалося у фюзеляжі, то на Не 59В в ролі баків використовували частину внутрішнього простору поплавців, а об'єм фюзеляжу, що звільнився, призначався для корисного навантаження.
Обидва Не 59 пройшли повну програму льотних випробувань, і 1933 року новостворене Рейхсміністерство авіаційної промисловості прийняло літак на озброєння як стандартну машину для ескадрилей загального призначення морських авіагруп.
Виробництво організували на підприємстві, розташованому у Варнемюнде. Фірма отримала замовлення на виробництво 21 машини і повинна була закінчити їх поставку до 30 вересня 1935 року.
На початку 1935 року перші 14 серійних Не 59В-1 надійшли в німецьку комерційну авіашколу на острові Ліст.
Для збільшення темпу випуску гідролітаків міністерство організувало ліцензійне виробництво Не 59 на заводі німецької фірми Arado Flugzeugwerke Gmb.
За першим серійним Не 59В-1 почали випускати Не 59В-2, що відрізнявся від попереднього зміненим складом бортового устаткування, і Не 59В-3, з додатковими паливними баками і посиленим озброєнням. До початку Другої світової війни в серію пішла ще одна модифікація — С. Вона призначалася для проведення дальньої розвідки і рятувальних операцій на морі.
Протягом 1935 року німці сформували першу бойову ескадрилью, озброєну поплавковими гідролітаками Не 59В і летючими човнами Do 15.
Зі створенням авіагруп берегової авіації в липні 1936 року дві ескадрильї в Лісті та Боркумі отримали на озброєння літаки Не 59. Ще за кілька тижнів спеціальна морська розвідувальна ескадрилья AS/88 отримала Не 59В і була включена до складу легіону «Кондор» для відправки в Іспанію.
Перший бойовий досвід He 59 здобули під час Громадянської війни в Іспанії в 1936 році, діючи у складі легіону «Кондор», як прибережні розвідувальні та торпедні літаки.
У перші місяці Другої світової війни He 59 використовувався як торпедоносець і постановщик мінних загороджень. У 1940—1941 роках літак використовувався як розвідувальний, а в 1941-42 роках — як транспортний, повітряно-морський рятувальний і навчально-тренувальний літак.
Під час битви за Британію їх активно використовували для порятунку німецьких екіпажів, яких збили над Ла-Маншем. Британці стверджували, що оскільки рятувальні літаки повітряно-морської авіації використовувалися для розвідки, вони були законними цілями, незважаючи на те, що на них були знаки Червоного Хреста. Ще до цього деякі з них були збиті британськими літаками. За німецькими даними, екіпажам гідролітаків, зокрема He 59, у серпні та вересні 1940 року вдалося врятувати 73 льотчики збитих літаків Люфтваффе. Брак рятувальних Не 59 змусив німців використовувати для цих цілей літаки Do 18, а потім і Do 24. Решту Не 59 продовжували використовувати в рятувальних підрозділах на Середземному і Чорному морях. На Чорному морі три Не 59 базувалися в районі Констанці. У 1943 році гідролітаки Не 59 зняли з озброєння.
У серпні 1943 року фінські повітряні сили орендували у Німеччини чотири літаки. Вони використовувалися для виконання завдань дальньої повітряної розвідки в глибокому тилу ворога. Через чотири місяці їх повернули до Німеччини.

## Країни-оператори
Іспанська республіка
- Націоналістичні ПС Іспанії

 Третій Рейх
- Люфтваффе

 Фінляндія
- Повітряні сили Фінляндії

## Літаки, схожі за ТТХ та часом застосування
| - Fairey Seafox - Airspeed Queen Wasp - Caproni Ca.316 - IMAM Ro.43 - CANT Z.506 Airone - Arado Ar 196 | - Heinkel He 114 - Fokker C.XI-W - Fokker C.XIV - Marinens Flyvebaatfabrikk/Hover M.F.10 - КОР-1 - КОР-2 | - Curtiss SOC Seagull - Northrop N-3PB - VL Sääski - Latécoère 290 - Latécoère 298 - Rogožarski SIM-XII-H | - Rogožarski SIM-XIV-H - Aichi E13A - Kawanishi E7K - Mitsubishi F1M - Yokosuka E14Y - Yokosuka K4Y |